# Batalla de Wakefield
La batalla de Wakefield tuvo lugar el 30 de diciembre de 1460 entre las fuerzas de Ricardo, duque de York y el ejército real comandado por la reina Margarita de Anjou, en el marco de las guerras de las Dos Rosas. Fue un combate decisivo para el curso de la guerra, con el resultado de una gran victoria de la casa de Lancaster sobre sus rivales de la casa de York. El combate tuvo lugar en los alrededores de la localidad de Wakefield, en West Yorkshire, cerca del Castillo de Sandal.

## Antecedentes
Después de la victoria militar en la batalla de Northampton del 10 de julio de 1470, Ricardo de York, duque York obtuvo una victoria política después que el Parlamento de Inglaterra, por medio del Acta de Acuerdo, lo designó heredero del trono una vez que falleciera el rey Enrique VI de Inglaterra. 
Con este triunfo parcial en el bolsillo, Ricardo de York no pudo mantener bajo su control a la reina Margarita de Anjou, quien se dirigió en compañía de su hijo Eduardo de Westminster, Príncipe de Gales al centro del reino, donde contaban con un fuerte apoyo. Reunió un ejército con el cual empezó a acosar a las zonas controladas por sus enemigos. Con el rey bajo custodia, Ricardo de York y Ricardo Neville, conde de Salisbury se dirigieron al norte, hacia la ciudad de York, con el fin de combatir a Margarita, que se había reforzado con tropas provenientes del Reino de Escocia. 
Llegó a los alrededores de Wakefield para la Navidad de aquel año, concentrándose en su fuerte del Castillo de Sandal.

## La batalla
La fuerza de la reina Margarita superaba en número a las de York cuando se encontraron en un lugar entre el castillo y la localidad de Wakefield. La mayoría de las personas se ha familiarizado con la versión melodramática realizada por William Shakespeare en su "Tercera parte del rey Enrique VI" (Acto I, escena III y siguientes), aunque es bastante probable que los hechos sucedieran de forma diferente. 
De hecho tanto el lugar como la fecha del combate se encuentran en disputa hasta el día de hoy, aunque se ha establecido el 30 de diciembre como la más probable. De la misma forma, el campo de combate no corresponde con seguridad al lugar donde se levanta el nuevo monumento dedicado a Ricardo de York, ya que el original, que se encontraba en los alrededores fue destruido durante la Revolución Gloriosa. También se cree improbable que la misma reina estuviera personalmente en el campo de batalla, siendo las tropas dirigidas posiblemente por los condes de Somerset y Northumberland. 
De la batalla misma poco se sabe, aunque hay ciertos antecedentes de los cuales se desprenden ciertos datos. De partida es probable que la derrota de York haya sido producto de su sobrestima, ya que no esperó los refuerzos en el castillo, tal vez esperando repetir el triunfo de la Primera Batalla de San Albano. Es sabido también que John Neville lo traicionó poco antes del combate, ya que en vez de prestar refuerzos para su causa, atacó a traición a York. Ricardo de York, murió en el transcurso de la batalla, al mismo tiempo que su segundo hijo, Edmundo de York, era capturado junto al conde de Salisbury y ambos decapitados. Las tres cabezas juntas fueron llevadas a la ciudad de York y puestas en picas y expuestas al público. La cabeza del duque llevaba una corona de papel y una inscripción que decía “Let York overlook the town of York” (“dejen a York contemplar el pueblo de York”).
Como resultado, las tropas de la reina lograron derrotar nuevamente a los York en la Segunda Batalla de San Albano, en la más grande victoria de los Lancaster durante el curso de la guerra, liberando al rey cautivo.

## Mitos
Varios mitos y leyendas han surgido alrededor de la batalla, siendo el principal responsable Shakespeare. 
Por ejemplo, en su obra por orden de Margarita el duque de York es torturado enfrente de su hijo Edmundo, cuando realmente murió en combate. En la misma representación Edmundo es presentado como un pequeño niño cuando es sabido que para entonces contaba con 17 años, edad más que suficiente para tomar parte en una batalla según los estándares de la época. 

## Cita
Reina Margarita (dirigiéndose a Ricardo de York después de la batalla): 
¡Qué! ¿Erais vos quien queríais ser el rey de Inglaterra? ¿Erais vos quien hicisteis en nuestro Parlamento una escena de tumulto y predicasteis allí cerca de vuestro ilustre nacimiento? ¿Dónde está ahora para acudir en socorro vuestro la banda de vuestros hijos? ¿Dónde están el alocado Eduardo y el vigoroso Jorge, y ese valiente pródigo entre los corcovados, Dickey, vuestro mozo, que, con su voz gruñona, tenía la costumbre de animar a su papá a la rebelión?
De William Shakespeare, la Tercera Parte de Enrique VI, Acto I, escena IV.